# Ajjappanahalli, Malur
Ajjappanahalli là một làng thuộc tehsil Malur, huyện Kolar, bang Karnataka, Ấn Độ.